# Heinrich Friedrich Ziegler
Heinrich Friedrich Ziegler (* 12. März 1826 in Bad Hersfeld; † 26. März 1882 in Nervi (Genua)) war ein deutscher Unternehmer und Mitglied des Preußischen Abgeordnetenhauses sowie des Kurhessischen Kommunallandtages Kassel.

## Leben
Heinrich Friedrich Ziegler war der Sohn des Kaufmanns Christian Wilhelm Ziegler und dessen Ehefrau Katharina Elisabeth Braun. Nach seiner Schulausbildung mit Handelsschulabschluss volontierte er in einem Frankfurter Tuchgeschäft. Es schloss sich ein Studium der Naturwissenschaften an den Universitäten in Marburg, Paris und London an. 1849 nach Deutschland zurückgekehrt, kaufte er ein Gaswerk in Hanau, das bis zum Verkauf an die Stadt Hanau im Jahre 1870 in seinem Besitz blieb. 1860 war er Mitbegründer der Frankfurter Gasbereitungsgesellschaft, engagierte sich in der Kommunalpolitik und wurde Stadtverordnetenvorsteher in Hanau.
Von 1868 bis 1874 hatte er als Vertreter der Nationalliberalen einen Sitz im Kurhessischen Kommunallandtag des preußischen Regierungsbezirks Kassel und kam aus den Reihen der höchstbesteuerten Grundbesitzer und Gewerbetreibenden aus dem Landkreis Hanau.
Von 1870 bis 1882 war er als Nationalliberaler Mitglied des Preußischen Abgeordnetenhauses. Er war Mitglied des Vereins Deutscher Ingenieure (VDI) und des Frankfurter Bezirksvereins des VDI.